# 北京地铁BDK06型电动车组
北京地铁BDK06型电动车组是北京地铁的电动车组车款之一，于2019年11月28日起陆续在北京地铁八通线运营，2021年8月29日起开始在北京地铁1号线及八通线贯通运营。该型电动车组共计12列72辆，配属于土桥车辆段及四惠车辆段。

## 历史
BDK06型是北京地铁车辆装备有限公司基于SFM01/SFM02/SFM07型电动车组厂修后的技术规格研发设计的一款电动车组，分两批次生产采购。第一批次首列车编号为TQ431，于2018年开始研发生产，2019年11月28日上线运营，随后于八通线南延段开通试运营前后陆续又上线运营了6列（TQ432 ~ TQ437）。这7组42辆列车为八通线（二期）南延工程配套采购的车辆。
2020年，第二批列车开始生产，共5列30辆，为1号线、八通线贯通运营工程配套采购的车辆。首列车编号为01 108，于2021年3月底入驻四惠车辆段。
2021年5月，为便于1号线与八通线贯通运营，第一批列车的编号陆续由TQ431 ~ TQ437改为01 101 ~ 01 107，同时，第二批列车均以新车号格式陆续出厂测试，部分已到段列车参与了5月20日、29日晚开始的贯通压力测试。
2021年8月29日，全部12列BDK06型电动车组投入北京地铁1号线、八通线的贯通运营。

## 列车特点
北京地铁BDK06型电动车组与八通线厂修车相同，采用了类似于DKZ16型列车的头型，设置了可纵向翻出的紧急疏散门。所有列车均为6节编组，列车的长、宽符合B1型地铁车辆规格，地板及走行部宽度、列车高度则较B1型地铁车辆略小。列车两端设置紧急疏散门，每节车厢共4对车门，均为电动内藏门。
此外，BDK06型在八通线厂修车的基础上，做出了下列改进：
1. 采用不锈钢车体，除司机室前端继续采用灰色涂装外，列车其他部位均改为不锈钢原色。而车身侧面的红色色带亦因此由喷涂变为贴纸；
2. 每节车厢外侧面的第2、3乘降门间于车窗顶部的车门状态提示灯旁增加了LED滚屏方向幕，可显示列车的行进方向；
3. 车内空调由定频单冷式改为定频冷暖式[3]，座椅由蓝色改为米黄色，地板由灰色改为与SFM04型类似的枣红色，同时撤去了司机室门的透明玻璃窗[4]，将客室上方的LED点阵滚动显示屏由2处4块改为2处2块，设置于车厢两端通道门上方，从而与1号线既有列车相同；
4. 车门上方的线路示意图区域首次由双色LED灯图改为36.6英寸的LCD电子显示屏[5][6]，能够显示沿途车站及当前列车位置，并可随车载电脑的系统更新，具备显示前方车站的电梯、出入口、卫生间等设施的位置的条件。但现况所有BDK06型列车的显示屏UI均与DKZ4型、SFM04型列车相同，仅可显示列车沿途车站及当前列车位置。
5. 牵引电机、列车控制装置等核心电气部件均改为国产化部件。

## 列车编组
|              |              | BDK06 ←环球度假区方向古城方向→ |          |         |          |          |                |
| 车辆编号     | 车辆编号     | 1                              | 2        | 3       | 4        | 5        | 6              |
| 车厢型号     | 车厢型号     | BD54                           | BD51     | BD52    | BD53     | BD51     | BD54           |
| 集电靴       | 集电靴       | 无                             | 有       | 无      | 有       | 有       | 无             |
| 形式区分     | 旧车厢号     | TQ43*1                         | TQ43*2   | TQ43*3  | TQ43*4   | TQ43*5   | TQ43*6         |
| 形式区分     | 新车厢号     | 01 1**1                        | 01 1**2  | 01 1**3 | 01 1**4  | 01 1**5  | 01 1**6        |
| 形式区分     | 车厢类型     | Tc                             | M        | T       | M1       | M        | Tc             |
| 动力单元     | 动力单元     | 单元1                          | 单元1    | 单元2   | 单元2    | 单元3    | 单元3          |
| 安装机器设备 | 安装机器设备 | SIV (R) CP (L)                 | VVVF (R) | —       | VVVF (L) | VVVF (L) | SIV (L) CP (R) |
| 车辆重量     | 车辆重量     | 30.0 t                         | 33.0 t   | 29.0 t  | 33.0 t   | 33.0 t   | 30.0 t         |
| 额定载客量   | 额定载客量   | 226人                          | 244人    | 244人   | 244人    | 244人    | 226人          |

范例
- VVVF：牵引逆变器装置
- SIV：辅助电源装置
- CP：电动空气压缩机

## 列车图片

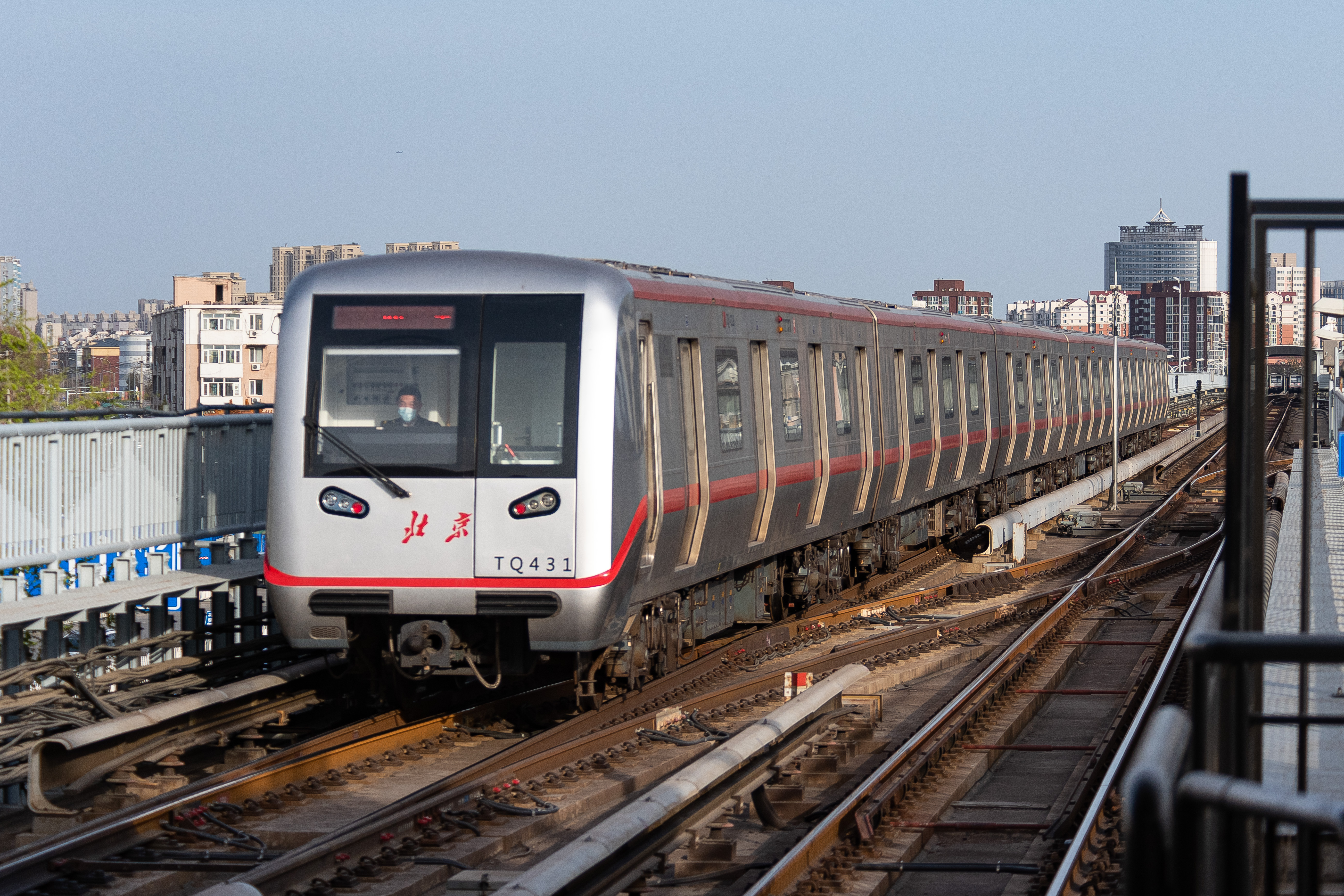
TQ431号车组
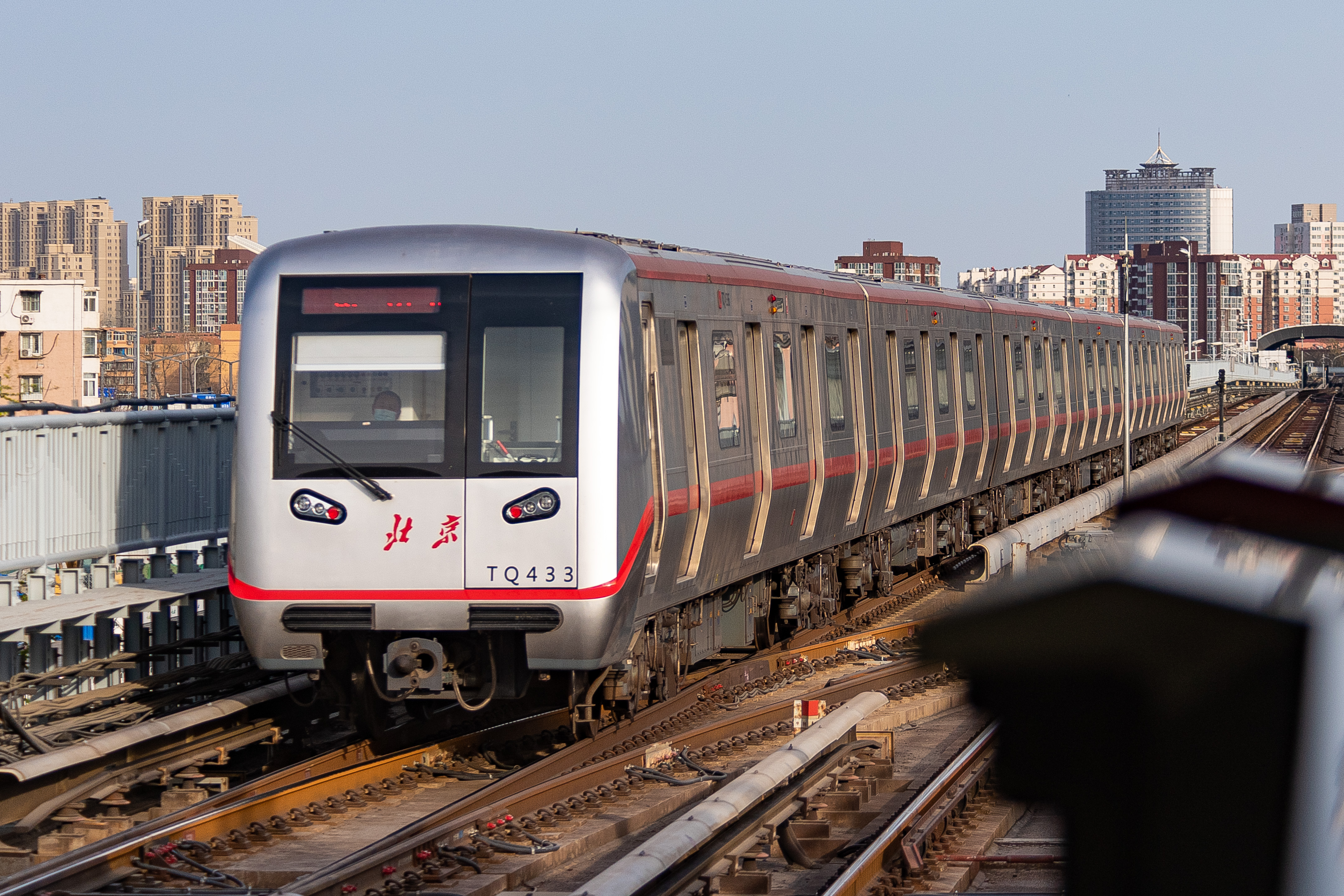
TQ433号车组
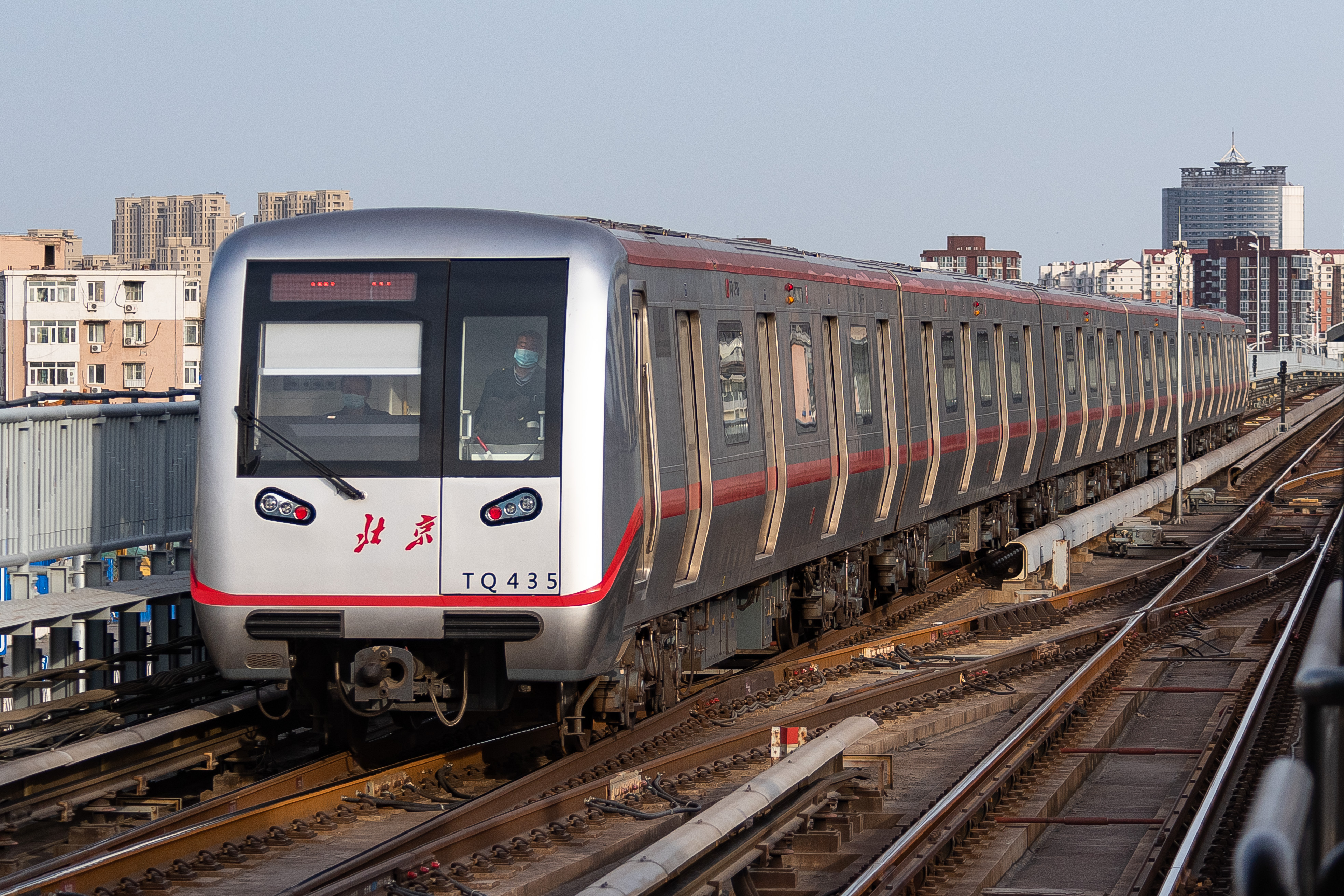
TQ435号车组
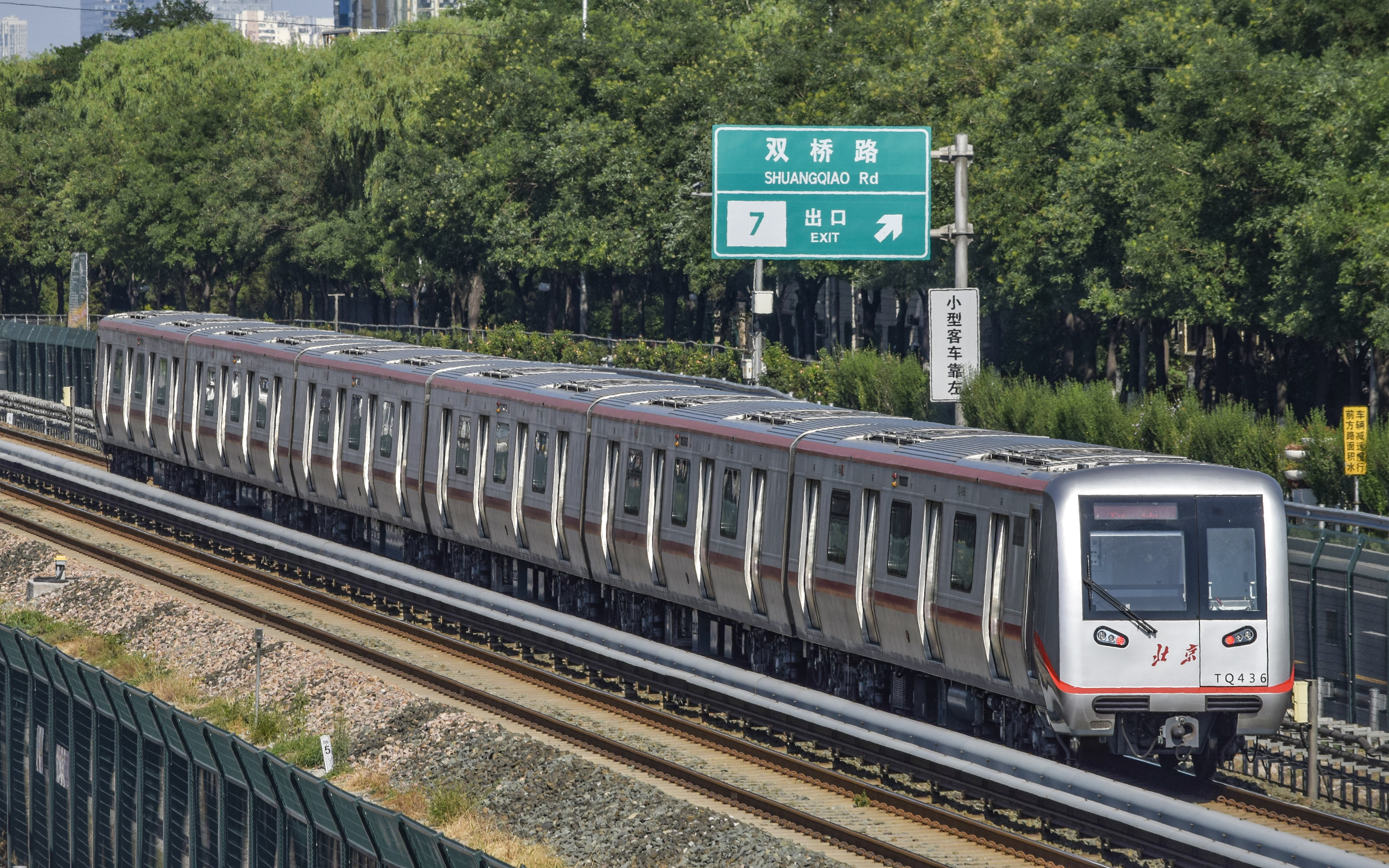
TQ436号车组
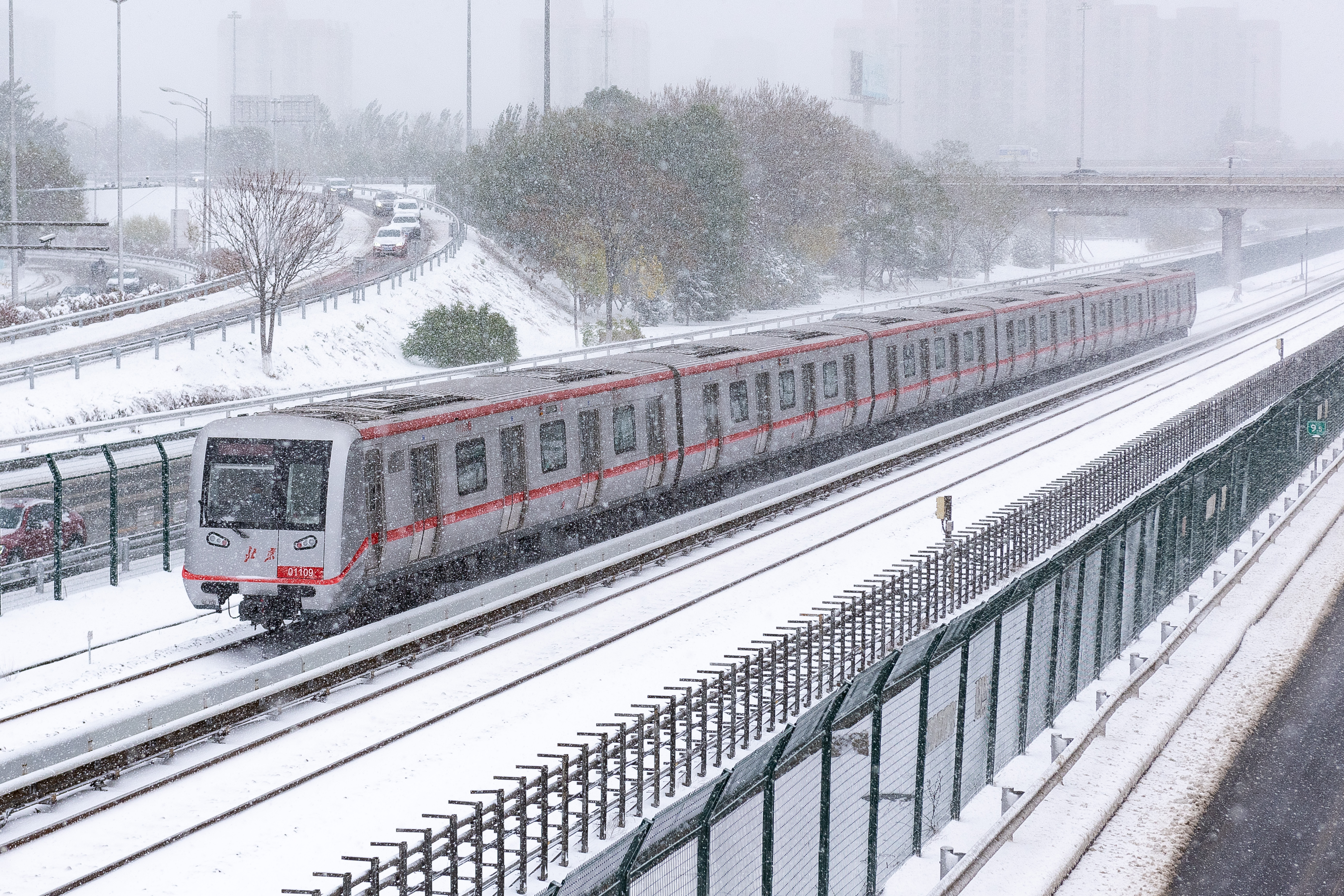
01 109号车组
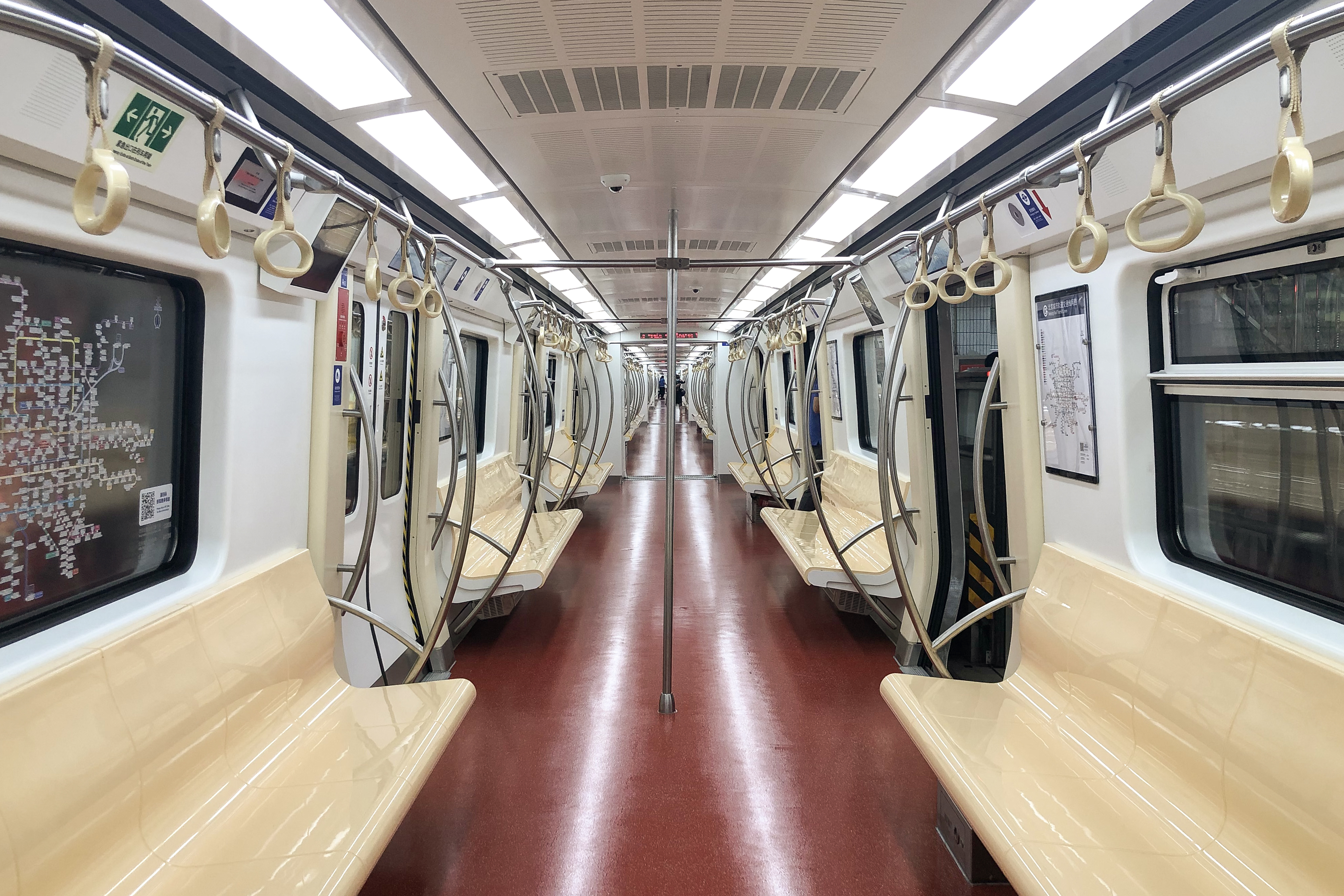
列车客室内部
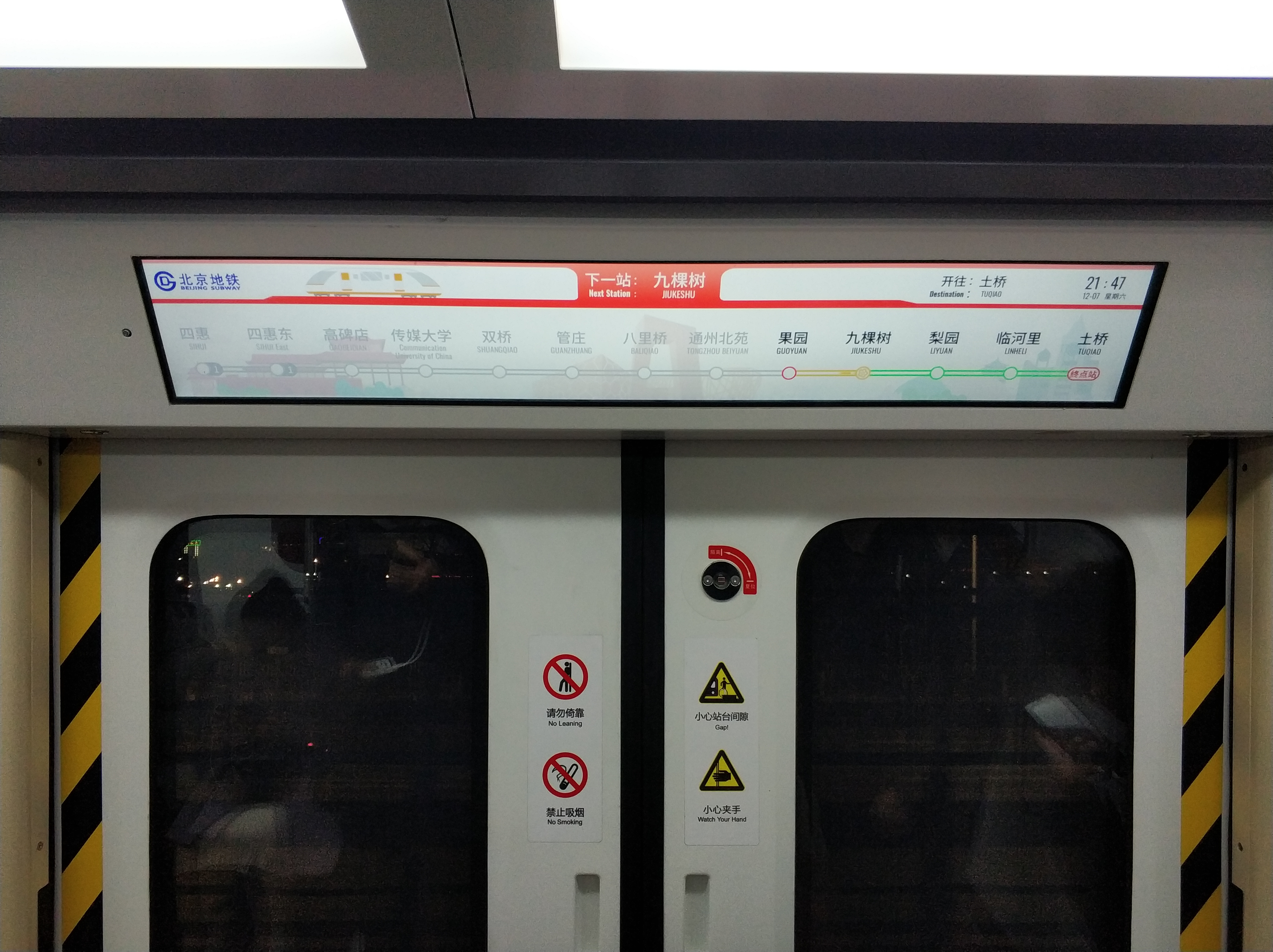
列车客室车门上方的LCD动态电子地图